# Schnorrsack
Ein Schnorrsack ist eine Utensilientasche für Kleinzeug und Geld.
Bei Trachten der Lindenfelser Tracht im Odenwald wurde dies am Rockbund befestigt.
In der ersten Hälfte des 16. Jahrhunderts hatten die Frauen in England beidseitig solche Umbindetaschen um und trugen das Geld diskret unter der Schürze.